# Моррис, Чарльз Р.
Чарльз Р. Моррис (23 октября 1939 — 13 декабря 2021) — американский банкир, писатель, юрист. Написал пятнадцать книг и регулярно писал статьи в Los Angeles Times, The Wall Street Journal и The Atlantic Monthly.

## Биография
Родился 23 октября 1939 года в Окленде, Калифорния. Его отец Чарльз Б. Моррис работал техником на чернильной фабрике, а мать Милдред была домохозяйкой. Моррис посещал семинарию Матери Спасителя в Блэквуде, штат Нью-Джерси, и получил степень бакалавра в Пенсильванском университете в 1963 году.
После окончания учебы Моррис решил работать в правительстве штата Нью-Джерси, занимая должность директора отдела экономических возможностей с 1965 по 1969 год. Затем он перевелся в правительство Нью-Йорка, где работал помощником директора по бюджету и директором по социальному обеспечению. Одновременно учился на юридическом факультете Пенсильванского университета, который окончил в 1972 году. С его опытом он был принят на работу в штат Вашингтон на должность секретаря службы социального здравоохранения. Всего Моррис проработал в правительстве 12 лет.
После ухода из правительства Моррис работал вице-президентом по международным финансам в Chase Manhattan Bank. На этой работе Моррис использовал опыт работы в городском правительстве, в результате чего опубликовал свою первую книгу «Цена добрых намерений: Нью-Йорк и либеральный эксперимент» (англ. The Cost of Good Intentions: New York City and the Liberal Experiment) (1981). После перехода в другие области группы Corporate Banking, Моррис ушел из сферы и пятнадцать лет работал управляющим директором Devonshire Partners, консалтинговой фирмы по финансовым технологиям.
Моррис написал книгу «Компьютерные войны: Падение IBM и будущее западных технологий» (англ. Computer Wars: The Fall of IBM and the Future of Western Technology) (1993) в сотрудничестве с компьютерным консультантом Чарльзом Х. Фергюсоном. Когда в 1999 году Фергюсон стал одним из основателей компании CapitalThinking Inc., занимающейся финансовым программным обеспечением, Моррис вскоре стал там вице-президентом по финансам и администрации. Примерно в августе 2000 года Моррис был назначен главным операционным директором. К ноябрю 2001 года он также занимал пост президента компании. Моррис оставался в компании до 2004 года; его бизнес позволил ему увидеть рост торговли кредитными деривативами, что привело его к написанию книги «Meltdown».
Написал более 10 книг, в том числе «Американский католик» (American Catholic) и «Деньги, жадность и риск» (Money, Greed, and Risk), «Финансовые гении Америки» (The Tycoons). Публиковался в Los Angeles Times, The Wall Street Journal, The New York Times, The Harvard Business Review и The Atlantic Monthly.
Моррис умер от осложнений деменции в Хэмптоне, штат Нью-Гэмпшир, 13 декабря 2021 года в возрасте 82 лет.

## Личная жизнь
Моррис был женат на Беверли Гиллиган Моррис, и у них было трое детей.

## Награды
- премия Gerald Loeb за выдающуюся деловую и финансовую журналистику (2009).

## Книги
- «The Sages: Warren Buffett, George Soros, Paul Volcker, and the Maelstrom of Markets» (2009)
- «The Two Trillion Dollar Meltdown» (2009)
- «The Trillion Dollar Meltdown» (2008)
- «The Surgeons: Life and Death in a Top Heart Center» (2007)
- The Tycoons: How Andrew Carnegie, John D. Rockefeller, Jay Gould, and J. P. Morgan Invented the American Supereconomy (2005)
  - Финансовые гении Америки. Как Эндрю Карнеги, Джон Д. Рокфеллер, Джей Гульд и Дж. П. Морган создали американскую суперэкономику. — Днепропетровск: Баланс Бизнес Букс, 2010. — 384 с. — ISBN 978-966-415-011-5
- «American Catholic: The Saints and Sinners Who Built America’s Most Powerful Church» (1997)
- «The Aarp: America’s Most Powerful Lobby and the Clash of Generations» (1996)
- «Money, Greed, and Risk: Why Financial Crises and Crashes Happen» (1999)
- «Computer Wars: The Fall of IBM and the Future of Western Technology» (1993)
- «The Coming Global Boom» (1990)
- «Iron Destinies, Lost Opportunities: The Arms Race Between the United States and the Soviet Union, 1945—1987» (1988)
- «The Cost of Good Intentions: New York City and the Liberal Experiment» (1981)

## Фильмы
Моррис появляется в оскароносном документальном фильме 2010 года Инсайдеры.